# Lucila Pascua
Maria Lucila Pascua Suárez (Ripollet, 21 de março de 1983) é uma basquetebolista profissional espanhola, medalhista olímpica.

## Carreira
Lucila Pascua integrou Seleção Espanhola de Basquetebol Feminino, na Rio 2016, conquistando a medalha de prata.